# Antonio Francesco Carli
Antonio Francesco Carli (1689—1723) fou un cantant de la tesitura de baix, italià de l'època barroca.) Va actuar als escenaris d'òpera de Roma, Bolonya, Torí, Florència, Venècia en les òperes de Georg Friedrich Handel, Francesco Gasparini, Antonio Lotti, Tomaso Albinoni, Antonio Vivaldi, Giovanni Bononcini, Carlo Francesco Pollarolo, Antonio Caldara.

## Carrera musical
Es van fer notar les representacions d'Antonio Carli a Torí el 1702-1703, a Gènova el 1706 i 1715, a Bolonya el 1708, a Florència el 1708 i el 1719-1720, on va cantar en vuit òperes com a virtuós al servei del gran Ducat de Toscana, a Reggio Emilia el 1712, a Roma el 1717 (Il trace in catena, Francesco Gasparini).
Com a virtuós de la Sua Altezza Reale di Fiorenza el 1705, va cantar a l'òpera Flavio Bertarido, re dei Longobardi del compositor Carlo Francesco Pollarolo, com a virtuós del Gran Duc de Toscana va actuar a les òperes d'Antonio Lotti.
Però dotat d'una veu de baix excepcional d'una gamma impressionant, Carli és conegut sobretot per les seves actuacions venecianes els anys 1706–1918 i 1722–1723 en òperes de Georg Handel, Francesco Pollarolo, Antonio Caldara, Antonio Lotti, Tommaso Albinoni i Francesco Gasparini.
Va ser a Venècia on Händel li va confiar el difícil paper de l'emperador Claudio escrit per a ell a l'òpera Agrippina, en la qual Carli desplegà la seva veu a tota profunditat. Aquesta òpera, que es va estrenar el 26 de desembre de 1709 al teatre "San Giovanni Grizostomo", va tenir un èxit de públic tan gran que va durar fins a 27 representacions consecutives. Com a virtuós de la gran princesa Violant de Toscana el 1714, va encarnar el paper principal d'Orlando a l'òpera de Vivaldi Orland furiós. Les òperes de Vivaldi subratllaven les qualitats vocals de l'actor, amb llargs recitatius, com en la famosa escena de la bogeria d'Orlando. El 1723 encara era actiu i cantà a Mitridate re di Ponto de Giovanni Maria Capelli.
Als escenaris d'òpera, va actuar amb els millors cantants de l'època, com Giuseppe Maria Boschi, Margherita Durastanti, Diamante Maria Scarabelli, Antonio Bernacci i d'altres. Com a baix, va interpretar principalment els papers d'una persona valenta, un governant, un tirà, un dolent a les òperes, que requerien una personalitat brillant.